# IRL 2007
Risultati delle gare della stagione 2007 della Indy Racing League.

## Piloti e team
- Marco Andretti ( Stati Uniti) - Andretti-Green
- Michael Andretti ( Stati Uniti) - Andretti-Green
- Dario Franchitti ( Regno Unito) - Andretti-Green
- Tony Kanaan ( Brasile) - Andretti-Green
- Danica Patrick ( Stati Uniti) - Andretti-Green
- Alex Barron ( Stati Uniti) - Beck
- Sarah Fisher ( Stati Uniti) - Dreyer & Reinbold
- Buddy Rice ( Stati Uniti) - Dreyer & Reinbold
- Roger Yasukawa ( Stati Uniti) - Dreyer & Reinbold
- Darren Manning ( Regno Unito) - Foyt
- Al Unser jr. ( Stati Uniti) - Foyt
- Scott Dixon ( Nuova Zelanda) - Ganassi
- Dan Wheldon ( Regno Unito) - Ganassi
- Richie Hearn ( Stati Uniti) - Hemelgarn
- Jacques Lazier ( Stati Uniti) - Panoz
- Phil Giebler ( Stati Uniti) - Panoz
- Roberto Moreno ( Brasile) - Panoz/Chastain
- John Andretti ( Stati Uniti) - Panther Racing
- Vítor Meira ( Brasile) - Panther Racing
- Hideki Mutoh ( Giappone) - Panther Racing
- Ryan Briscoe ( Australia) - Penske
- Hélio Castroneves ( Brasile) - Penske
- Sam Hornish jr. ( Stati Uniti) - Penske
- Jon Herb ( Stati Uniti) - Racing Professionals
- Scott Sharp ( Stati Uniti) - Rahal-Letterman
- Jeff Simmons ( Stati Uniti) - Rahal-Letterman
- Ryan Hunter-Reay ( Stati Uniti) - Rahal-Letterman
- Marty Roth ( Canada) - Roth
- PJ Chesson ( Stati Uniti) - Roth
- Milka Duno ( Venezuela) - Samax
- Buddy Lazier ( Stati Uniti) - Schmidt
- Kousuke Matsuura ( Giappone) - Super Aguri
- Ed Carpenter ( Stati Uniti) - Vision Racing
- AJ Foyt IV ( Stati Uniti) - Vision Racing
- Davey Hamilton ( Stati Uniti) - Vision Racing
- Tomas Scheckter ( Sudafrica) - Vision Racing

## Calendario
01. Homestead, Miami ( Stati Uniti) (24/03/2007)
Polesitter: Dan Wheldon ( Regno Unito) (Ganassi) in 24.943
Ordine d'arrivo: (200 giri - 482,800 km)
1. Dan Wheldon ( Regno Unito) (Ganassi)
2. Scott Dixon ( Nuova Zelanda) (Ganassi) a 6"499
3. Sam Hornish jr. ( Stati Uniti) (Penske) a 17"475
4. Vítor Meira ( Brasile) (Panther) a 22"537
5. Tony Kanaan ( Brasile) (Andretti Green) a 23"117
6. Ed Carpenter ( Stati Uniti) (Vision) a 1 giro
7. Dario Franchitti ( Regno Unito) (Andretti Green) a 1 giro
8. Tomas Scheckter ( Sudafrica) (Vision) a 1 giro
9. Hélio Castroneves ( Brasile) (Penske) a 1 giro
10. Buddy Rice ( Stati Uniti) (Dreyer & Reinbold) a 1 giro

02. Saint Petersburg (Florida) ( Stati Uniti) (30/03-01/04/2007)
Polesitter: Hélio Castroneves ( Brasile) (Penske) in 1'01.683
Ordine d'arrivo: (100 giri - 290,200 km)
1. Hélio Castroneves ( Brasile) (Penske) in 2h01'07.351
2. Scott Dixon ( Nuova Zelanda) (Ganassi) a 0"600
3. Tony Kanaan ( Brasile) (Andretti Green) a 7"913
4. Marco Andretti ( Stati Uniti) (Andretti Green) a 13"509
5. Dario Franchitti ( Regno Unito) (Andretti Green) a 14"593
6. Tomas Scheckter ( Sudafrica) (Vision) a 25"310
7. Sam Hornish jr. ( Stati Uniti) (Penske) a 27"072
8. Danica Patrick ( Stati Uniti) (Andretti Green) a 28"037
9. Dan Wheldon ( Regno Unito) (Ganassi) a 34"389
10. Buddy Rice ( Stati Uniti) (Dreyer & Reinbold) a 46"918

03. Motegi ( Giappone) (20-21/04/2007)
Polesitter: Hélio Castroneves ( Brasile) (Penske) in 26.641
Ordine d'arrivo: (200 giri - 498,600 km)
1. Tony Kanaan ( Brasile) (Andretti Green) in 1h52'23.257
2. Dan Wheldon ( Regno Unito) (Ganassi) a 0"482
3. Dario Franchitti ( Regno Unito) (Andretti Green) a 11"553
4. Scott Dixon ( Nuova Zelanda) (Ganassi) a 13"062
5. Sam Hornish jr. ( Stati Uniti) (Penske) a 1 giro
6. Scott Sharp ( Stati Uniti) (Rahal) a 1 giro
7. Hélio Castroneves ( Brasile) (Penske) a 1 giro
8. Jeff Simmons ( Stati Uniti) (Rahal) a 1 giro
9. Tomas Scheckter ( Sudafrica) (Vision) a 1 giro
10. Buddy Rice ( Stati Uniti) (Dreyer & Reinbold) a 1 giro

04. Kansas ( Stati Uniti) (28-29/04/2007)
Polesitter: Tony Kanaan ( Brasile) (Andretti Green) in 25.548
Ordine d'arrivo: (200 giri - 482,800 km)
1. Dan Wheldon ( Regno Unito) (Ganassi) in 1h36'56.068
2. Dario Franchitti ( Regno Unito) (Andretti Green) a 18"483
3. Hélio Castroneves ( Brasile) (Penske) a 33"228
4. Scott Dixon ( Nuova Zelanda) (Ganassi) a 34"420
5. Tomas Scheckter ( Sudafrica) (Vision) a 1 giro
6. Sam Hornish jr. ( Stati Uniti) (Penske) a 1 giro
7. Danica Patrick ( Stati Uniti) (Andretti Green) a 2 giri
8. Vítor Meira ( Brasile) (Panther) a 2 giri
9. AJ Foyt IV ( Stati Uniti) (Vision) a 2 giri
10. Jeff Simmons ( Stati Uniti) (Rahal) a 2 giri

05. 500 Miglia di Indianapolis ( Stati Uniti) (27/05/2007)
Polesitter: Hélio Castroneves ( Brasile) (Penske) a una media di 225,817 mph
Ordine d'arrivo: (166 giri - 667,818 km) Gara accorciata per maltempo
1. Dario Franchitti ( Regno Unito) (Andretti Green)
2. Scott Dixon ( Nuova Zelanda) (Ganassi)
3. Hélio Castroneves ( Brasile) (Penske)
4. Sam Hornish jr. ( Stati Uniti) (Penske)
5. Ryan Briscoe ( Australia) (Penske)
6. Scott Sharp ( Stati Uniti) (Rahal)
7. Tomas Scheckter ( Sudafrica) (Vision)
8. Danica Patrick ( Stati Uniti) (Andretti Green)
9. Davey Hamilton ( Stati Uniti) (Vision)
10. Vítor Meira ( Brasile) (Panther)

06. Milwaukee ( Stati Uniti) (02-03/06/2007)
Polesitter: Hélio Castroneves ( Brasile) (Penske) in 21.360
Ordine d'arrivo: (225 giri - 362,025 km)
1. Tony Kanaan ( Brasile) (Andretti Green) in 1h47'42.439
2. Dario Franchitti ( Regno Unito) (Andretti Green) a 2"570
3. Dan Wheldon ( Regno Unito) (Ganassi) a 3"114
4. Scott Dixon ( Nuova Zelanda) (Ganassi) a 3"402
5. Vítor Meira ( Brasile) (Panther) a 5"286
6. Scott Sharp ( Stati Uniti) (Rahal) a 6"835
7. Ed Carpenter ( Stati Uniti) (Vision) a 7"036
8. Danica Patrick ( Stati Uniti) (Andretti Green) a 8"020
9. Sam Hornish jr. ( Stati Uniti) (Penske) a 1 giro
10. Jeff Simmons ( Stati Uniti) (Rahal) a 1 giro

07. Fort Worth ( Stati Uniti) (08-09/06/2007)
Polesitter: Scott Sharp ( Stati Uniti) (Rahal) in 24.333
Ordine d'arrivo: (228 giri - 550,392 km)
1. Sam Hornish jr. ( Stati Uniti) (Penske) in 1h52'15.287
2. Tony Kanaan ( Brasile) (Andretti Green) a 0"070
3. Danica Patrick ( Stati Uniti) (Andretti Green) a 0"384
4. Dario Franchitti ( Regno Unito) (Andretti Green) a 3"976
5. Vítor Meira ( Brasile) (Panther) a 4"001
6. Jeff Simmons ( Stati Uniti) (Rahal) a 4"634
7. Scott Sharp ( Stati Uniti) (Rahal) a 1 giro
8. Buddy Rice ( Stati Uniti) (Dreyer & Reinbold) a 3 giri
9. Kousuke Matsuura ( Giappone) (Super Aguri) a 3 giri
10. Sarah Fisher ( Stati Uniti) (Dreyer & Reinbold) a 7 giri

08. Iowa ( Stati Uniti) (22-24/06/2007)
Polesitter: Scott Dixon ( Nuova Zelanda) (Ganassi) in 17.648
Ordine d'arrivo: (250 giri - 352,000 km)
1. Dario Franchitti ( Regno Unito) (Andretti Green) in 1h48'14.134
2. Marco Andretti ( Stati Uniti) (Andretti Green) a 0"068
3. Scott Sharp ( Stati Uniti) (Rahal) a 1"057
4. Buddy Rice ( Stati Uniti) (Dreyer & Reinbold) a 4"242
5. Darren Manning ( Regno Unito) (Foyt) a 5"215
6. Ed Carpenter ( Stati Uniti) (Vision) a 2 giri
7. Sarah Fisher ( Stati Uniti) (Dreyer & Reinbold) a 3 giri
8. Hélio Castroneves ( Brasile) (Penske) a 4 giri
9. Vítor Meira ( Brasile) (Panther) a 34 giri
10. Scott Dixon ( Nuova Zelanda) (Ganassi) a 77 giri

09. Richmond ( Stati Uniti) (29-30/06/2007)
Polesitter: Dario Franchitti ( Regno Unito) (Andretti Green)
Ordine d'arrivo: (250 giri - 305,250 km)
1. Dario Franchitti ( Regno Unito) (Andretti Green)
2. Scott Dixon ( Nuova Zelanda) (Ganassi)
3. Dan Wheldon ( Regno Unito) (Ganassi)
4. Tony Kanaan ( Brasile) (Andretti Green)
5. Buddy Rice ( Stati Uniti) (Dreyer & Reinbold)
6. Danica Patrick ( Stati Uniti) (Andretti Green)
7. Tomas Scheckter ( Sudafrica) (Vision)
8. Scott Sharp ( Stati Uniti) (Rahal)
9. Vítor Meira ( Brasile) (Panther)
10. Ed Carpenter ( Stati Uniti) (Vision)

10. Watkins Glen ( Stati Uniti) (07-08/07/2007)
Polesitter: Hélio Castroneves ( Brasile) (Penske) in 1'29.161
Ordine d'arrivo: (60 giri - 326,100 km)
1. Scott Dixon ( Nuova Zelanda) (Ganassi) in 1h43'51.509
2. Sam Hornish jr. ( Stati Uniti) (Penske) a 6"259
3. Dario Franchitti ( Regno Unito) (Andretti Green) a 9"749
4. Tony Kanaan ( Brasile) (Andretti Green) a 14"483
5. Marco Andretti ( Stati Uniti) (Andretti Green) a 15"474
6. Buddy Rice ( Stati Uniti) (Dreyer & Reinbold) a 26"917
7. Dan Wheldon ( Regno Unito) (Ganassi) a 35"351
8. Kousuke Matsuura ( Giappone) (Super AGuri) a 40"703
9. Darren Manning ( Regno Unito) (Foyt) a 47"689
10. Jeff SImmons ( Stati Uniti) (Rahal) a 54"889

11. Nashville ( Stati Uniti) (13-15/07/2007)
Polesitter: Scott Dixon ( Nuova Zelanda) (Ganassi) in 22.894
Ordine d'arrivo: (200 giri - 424,000 km)
1. Scott Dixon ( Nuova Zelanda) (Ganassi)
2. Dario Franchitti ( Regno Unito) (Andretti Green)
3. Danica Patrick ( Stati Uniti) (Andretti Green)
4. Sam Hornish jr. ( Stati Uniti) (Penske)
5. Marco Andretti ( Stati Uniti) (Andretti Green)
6. Hélio Castroneves ( Brasile) (Penske)
7. Scott Sharp ( Stati Uniti) (Rahal)
8. Dan Wheldon ( Regno Unito) (Ganassi)
9. Darren Manning ( Regno Unito) (Foyt) a 1 giro
10. Vítor Meira ( Brasile) (Panther) a 1 giro

12. Lexington ( Stati Uniti) (20-22/07/2007)
Polesitter: Hélio Castroneves ( Brasile) (Penske) in 1'06.837
Ordine d'arrivo: (85 giri - 307,785 km)
1. Scott Dixon ( Nuova Zelanda) (Ganassi)
2. Dario Franchitti ( Regno Unito) (Andretti Green)
3. Hélio Castroneves ( Brasile) (Penske)
4. Tony Kanaan ( Brasile) (Andretti Green)
5. Danica Patrick ( Stati Uniti) (Andretti Green)
6. Darren Manning ( Regno Unito) (Foyt)
7. Ryan Hunter-Reay ( Stati Uniti) (Rahal)
8. Buddy Rice ( Stati Uniti) (Dreyer & Reinbold)
9. Tomas Scheckter ( Sudafrica) (Vision)
10. Dan Wheldon ( Regno Unito) (Ganassi)

13. Michigan ( Stati Uniti) (04-05/08/2007)
Polesitter: Dario Franchitti ( Regno Unito) (Andretti Green) in 32.981
Ordine d'arrivo: (200 giri - 643,800 km)
1. Tony Kanaan ( Brasile) (Andretti Green)
2. Marco Andretti ( Stati Uniti) (Andretti Green)
3. Scott Sharp ( Stati Uniti) (Rahal)
4. Kousuke Matsuura ( Giappone) (Super Aguri)
5. Buddy Rice ( Stati Uniti) (Dreyer & Reinbold)
6. Ryan Hunter-Reay ( Stati Uniti) (Rahal)
7. Danica Patrick ( Stati Uniti) (Andretti Green)

14. Kentucky ( Stati Uniti) (09-11/08/2007)
Polesitter: Tony Kanaan ( Brasile) (Andretti Green) in 24.430
Ordine d'arrivo: (200 giri - 482,800 km)
1. Tony Kanaan ( Brasile) (Andretti Green)
2. Scott Dixon ( Nuova Zelanda) (Ganassi)
3. AJ Foyt IV ( Stati Uniti) (Vision)
4. Marco Andretti ( Stati Uniti) (Andretti Green)
5. Tomas Scheckter ( Sudafrica) (Vision)
6. Scott Sharp ( Stati Uniti) (Rahal)
7. Ed Carpenter ( Stati Uniti) (Vision)
8. Dario Franchitti ( Regno Unito) (Andretti Green)
9. Hélio Castroneves ( Brasile) (Penske) a 1 giro
10. Vítor Meira ( Brasile) (Panther) a 1 giro

15. Sonoma ( Stati Uniti) (24-26/08/2007)
Polesitter: Dario Franchitti ( Regno Unito) (Andretti Green) in 1'16.702
Ordine d'arrivo: (80 giri - 324,400 km)
1. Scott Dixon ( Nuova Zelanda) (Ganassi)
2. Hélio Castroneves ( Brasile) (Penske) a 0"544
3. Dario Franchitti ( Regno Unito) (Andretti Green) a 8"381
4. Tony Kanaan ( Brasile) (Andretti Green) a 8"986
5. Sam Hornish jr. ( Stati Uniti) (Penske) a 9"947
6. Danica Patrick ( Stati Uniti) (Andretti Green) a 10"372
7. Dan Wheldon ( Regno Unito) (Ganassi) a 10"809
8. Tomas Scheckter ( Sudafrica) (Vision) a 12"685
9. Vítor Meira ( Brasile) (Panther) a 12"978
10. Kousuke Matsuura ( Giappone) (Super Aguri-Panther) a 14"970

16. Belle Isle, Detroit ( Stati Uniti) (01-02/09/2007)
Polesitter: Hélio Castroneves ( Brasile) (Penske) in 1'12.069
Ordine d'arrivo: (89 giri - 301,621 km)
1. Tony Kanaan ( Brasile) (Andretti Green) in 2h11'50.509
2. Danica Patrick ( Stati Uniti) (Andretti Green) a 0"486
3. Dan Wheldon ( Regno Unito) (Ganassi) a 1"220
4. Darren Manning ( Regno Unito) (Foyt) a 1"921
5. Kousuke Matsuura ( Giappone) (Super Aguri-Panther) a 1 giro
6. Dario Franchitti ( Regno Unito) (Andretti Green) a 1 giro
7. Buddy Rice ( Stati Uniti) (Dreyer & Reinbold) a 2 giri
8. Scott Dixon ( Nuova Zelanda) (Ganassi) a 2 giri
9. AJ Foyt IV ( Stati Uniti) (Vision) a 2 giri
10. Ed Carpenter ( Stati Uniti) (Vision) a 2 giri

17. Chicago ( Stati Uniti) (08-09/09/2007)
Polesitter: Dario Franchitti ( Regno Unito) (Andretti-Green) in 25.493
Ordine d'arrivo: (200 giri - 482,800 km)
1. Dario Franchitti ( Regno Unito) (Andretti Green) in 1h44'53.795
2. Scott Dixon ( Nuova Zelanda) (Ganassi) a 1"843
3. Sam Hornish jr. ( Stati Uniti) (Penske) a 1 giro
4. Hélio Castroneves ( Brasile) (Penske) a 1 giro
5. Scott Sharp ( Stati Uniti) (Rahal) a 1 giro
6. Tony Kanaan ( Brasile) (Andretti Green) a 1 giro
7. Ryan Hunter-Reay ( Stati Uniti) (Rahal) a 2 giri
8. Hideki Mutoh ( Giappone) (Panther) a 2 giri
9. Buddy Rice ( Stati Uniti) (Dreyer & Reinbold) a 2 giri
10. AJ Foyt IV ( Stati Uniti) (Vision) a 2 giri

## Classifica finale
| Pos | Pilota              | HMS | STP | MOT | KAN | INDY | MIL | TXS | IOW | RIR | WGL | NSH | MDO | MIS | KTY | SNM | DET | CHI | Pti |
| --- | ------------------- | --- | --- | --- | --- | ---- | --- | --- | --- | --- | --- | --- | --- | --- | --- | --- | --- | --- | --- |
| 1   | Dario Franchitti    | 7   | 5   | 3   | 2   | 1    | 2   | 4   | 1*  | 1*  | 3   | 2   | 2   | 13* | 8   | 3*  | 6*  | 1   | 637 |
| 2   | Scott Dixon         | 2   | 2   | 4   | 4   | 2    | 4   | 12  | 10  | 2   | 1*  | 1*  | 1   | 10  | 2   | 1   | 8   | 2   | 624 |
| 3   | Tony Kanaan         | 5   | 3   | 1   | 15  | 12*  | 1   | 2   | 16  | 4   | 4   | 18  | 4   | 1   | 1*  | 4   | 1   | 6   | 576 |
| 4   | Dan Wheldon         | 1*  | 9   | 2*  | 1*  | 22   | 3   | 15  | 11  | 3   | 7   | 8   | 10  | 12  | 17  | 7   | 3   | 13  | 466 |
| 5   | Sam Hornish Jr.     | 3   | 7   | 5   | 6   | 4    | 9   | 1*  | 14  | 15  | 2   | 4   | 14  | 9   | 18  | 5   | 12  | 3*  | 465 |
| 6   | Hélio Castroneves   | 9   | 1*  | 7   | 3   | 3    | 16* | 16  | 8   | 11  | 18  | 6   | 3*  | 17  | 9   | 2   | 14  | 4   | 446 |
| 7   | Danica Patrick      | 14  | 8   | 11  | 7   | 8    | 8   | 3   | 13  | 6   | 11  | 3   | 5   | 7   | 16  | 6   | 2   | 11  | 424 |
| 8   | Scott Sharp         | 12  | 11  | 6   | 13  | 6    | 6   | 7   | 3   | 8   | 14  | 7   | 11  | 3   | 6   | 14  | 11  | 5   | 412 |
| 9   | Buddy Rice          | 10  | 10  | 10  | 20  | 25   | 18  | 8   | 4   | 5   | 6   | 17  | 8   | 5   | 12  | 11  | 7   | 9   | 360 |
| 10  | Tomas Scheckter     | 8   | 6   | 9   | 5   | 7    | 17  | 14  | 19  | 7   | 13  | 11  | 9   | 11  | 5   | 8   | 13  | 20  | 357 |
| 11  | Marco Andretti      | 20  | 4   | 16  | 19  | 24   | 15  | 19  | 2   | 12  | 5   | 5   | 18  | 2   | 4   | 16  | 17  | 22  | 350 |
| 12  | Vítor Meira         | 4   | 16  | 17  | 8   | 10   | 5   | 5   | 9   | 9   | 17  | 10  | 17  | 18  | 10  | 9   | 15  | 18  | 334 |
| 13  | Darren Manning      | 13  | 12  | 12  | 11  | 20   | 11  | 13  | 5   | 14  | 9   | 9   | 6   | 15  | 13  | 12  | 4   | 21  | 332 |
| 14  | A. J. Foyt IV       | 18  | 13  | 13  | 9   | 14   | 13  | 17  | 12  | 13  | 15  | 12  | 13  | 8   | 3   | 15  | 9   | 10  | 315 |
| 15  | Ed Carpenter        | 6   | 18  | 15  | 17  | 17   | 7   | 18  | 6   | 10  | 12  | 13  | 16  | 14  | 7   | 13  | 10  | 16  | 309 |
| 16  | Kosuke Matsuura     | 16  | 17  | 18  | 18  | 16   | 11  | 9   | 15  | 17  | 8   | 16  | 12  | 4   | 11  | 10  | 5   | 17  | 303 |
| 17  | Sarah Fisher        | 11  | 15  | 14  | 12  | 18   | 14  | 10  | 7   | 16  | 16  | 15  | 15  | 16  | 14  | 17  | 16  | 12  | 275 |
| 18  | Jeff Simmons        | 17  | 14  | 8   | 10  | 11   | 10  | 6   | 17  | 18  | 10  | 14  |     |     |     |     |     |     | 201 |
| 19  | Ryan Hunter-Reay RY |     |     |     |     |      |     |     |     |     |     |     | 7   | 6   | 15  | 18  | 18  | 7   | 119 |
| 20  | Milka Duno R        |     |     |     | 14  | 31   |     | 11  | 18  | 19  |     |     |     | 19  |     |     |     | 15  | 96  |
| 21  | Marty Roth          | 15  |     |     | 21  | 28   |     |     |     |     |     |     |     |     |     |     |     | 14  | 53  |
| 22  | Alex Barron         | 19  |     |     | 16  | 15   |     |     |     |     |     |     |     |     |     |     |     |     | 41  |
| 23  | Jon Herb            |     |     |     |     | 32   |     | 20  |     |     |     |     |     | 20  |     |     |     |     | 34  |
| 24  | Ryan Briscoe        |     |     |     |     | 5    |     |     |     |     |     |     |     |     |     |     |     |     | 30  |
| 25  | Hideki Mutoh R      |     |     |     |     |      |     |     |     |     |     |     |     |     |     |     |     | 8   | 24  |
| 26  | Davey Hamilton      |     |     |     |     | 9    |     |     |     |     |     |     |     |     |     |     |     |     | 22  |
| 27  | Michael Andretti    |     |     |     |     | 13   |     |     |     |     |     |     |     |     |     |     |     |     | 17  |
| 28  | Buddy Lazier        |     |     |     |     | 19   |     |     |     |     |     |     |     |     |     |     |     |     | 12  |
| 29  | P. J. Chesson       |     |     |     |     |      |     |     |     |     |     |     |     |     |     |     |     | 19  | 12  |
| 30  | Roger Yasukawa      |     |     |     |     | 21   |     |     |     |     |     |     |     |     |     |     |     |     | 12  |
| 31  | Richie Hearn        |     |     |     |     | 23   |     |     |     |     |     |     |     |     |     |     |     |     | 12  |
| 32  | Al Unser Jr.        |     |     |     |     | 26   |     |     |     |     |     |     |     |     |     |     |     |     | 10  |
| 33  | Jaques Lazier       |     |     |     |     | 27   |     |     |     |     |     |     |     |     |     |     |     |     | 10  |
| 34  | Phil Giebler R      |     |     |     |     | 29   |     |     |     |     |     |     |     |     |     |     |     |     | 10  |
| 35  | John Andretti       |     |     |     |     | 30   |     |     |     |     |     |     |     |     |     |     |     |     | 10  |
| 36  | Roberto Moreno      |     |     |     |     | 33   |     |     |     |     |     |     |     |     |     |     |     |     | 10  |
| —   | P. J. Jones         |     |     |     |     | DNQ  |     |     |     |     |     |     |     |     |     |     |     |     | 0   |
| —   | Jimmy Kite          |     |     |     |     | DNQ  |     |     |     |     |     |     |     |     |     |     |     |     | 0   |
| —   | Stéphan Grégoire    |     |     |     |     | Wth  |     |     |     |     |     |     |     |     |     |     |     |     | 0   |
| Pos | Pilota              | HMS | STP | MOT | KAN | INDY | MIL | TXS | IOW | RIR | WGL | NSH | MDO | MIS | KTY | SNM | DET | CHI | Pti |